# Chloroclystis kumakurai
Chloroclystis kumakurai là một loài bướm đêm trong họ Geometridae.